# Alpina panticosea
Alpina panticosea là một loài bướm đêm trong họ Geometridae.